# Pigeonnier de la Prade
Le pigeonnier de la Prade est un pigeonnier situé en France sur la commune de Vic-sur-Cère (Cantal), en région Auvergne-Rhône-Alpes.

## Historique
Première mention de la Prade en 1363. Grange construite en 1768, marquant une étape importante de l’architecture vernaculaire en Haute-Auvergne. La maison Est est surélevée une première fois en 1868, puis une seconde fois vers 1940. Le moulin et une maison située au sud ont disparu.

### Protection
Le pigeonnier est inscrit au titre des monuments historiques par arrêté du 13 janvier 2017.

## Description
Ensemble composé d’une grange-étable, d’un pigeonnier en tour hexagonale sur piliers, de deux maisons d’habitation accolées, d’une porcherie, d’un poulailler et d’un hangar. Malgré quelques modifications de toiture, les volumes sont restés stables depuis 1840.